# Liste der Biografien/Prez
Liste der Biografien |
Portal Biografien |
Personensuche
# |
A |
B |
C |
D |
E |
F |
G |
H |
I |
J |
K |
L |
M |
N |
O |
P |
Q |
R |
S |
T |
U |
V |
W |
X |
Y |
Z |
?
 
Pa |
Pc |
Pe |
Pf |
Ph |
Pi |
Pj |
Pk |
Pl |
Pm |
Pn |
Po |
Pr |
Ps |
Pt |
Pu |
Pv |
Pw |
Py
 
Pra |
Prc |
Pre |
Pri |
Prj |
Prk |
Prl |
Pro |
Prp |
Prs |
Prt |
Pru |
Prv |
Pry |
Prz
 
Prea |
Preb |
Prec |
Pred |
Pree |
Pref |
Preg |
Preh |
Prei |
Prej |
Prek |
Prel |
Prem |
Pren |
Preo |
Prep |
Prer |
Pres |
Pret |
Preu |
Prev |
Prew |
Prex |
Prey |
Prez
Die Liste der Biografien führt alle Personen auf, die in der deutschsprachigen Wikipedia einen Artikel haben. Dieses ist eine Teilliste mit 16 Einträgen von Personen, deren Namen mit den Buchstaben „Prez“ beginnt.

## Prez

### Preza
- Prezan, Constantin (1861–1943), rumänischer General und Marschall von Rumänien

### Preze
- Prézeau, Auguste (1871–1909), französischer römisch-katholischer Ordensgeistlicher und Apostolischer Vikar von Shiré
- Prezelj, Marko (* 1965), jugoslawischer bzw. slowenischer Bergsteiger
- Prezewowsky, Alfred (1931–1999), deutscher Gewerkschafter und Politiker (SPD), MdL

### Prezi
- Prezident (* 1984), deutscher Rapper
- Prežihov Voranc (1893–1950), slowenischer Schriftsteller
- Preziosa, Pasquale (* 1953), italienischer Generalleutnant und Stabschef der italienischen Luftwaffe
- Preziosi, Alessandro (* 1973), italienischer SchauspielerAlessandro Preziosi (* 1973)

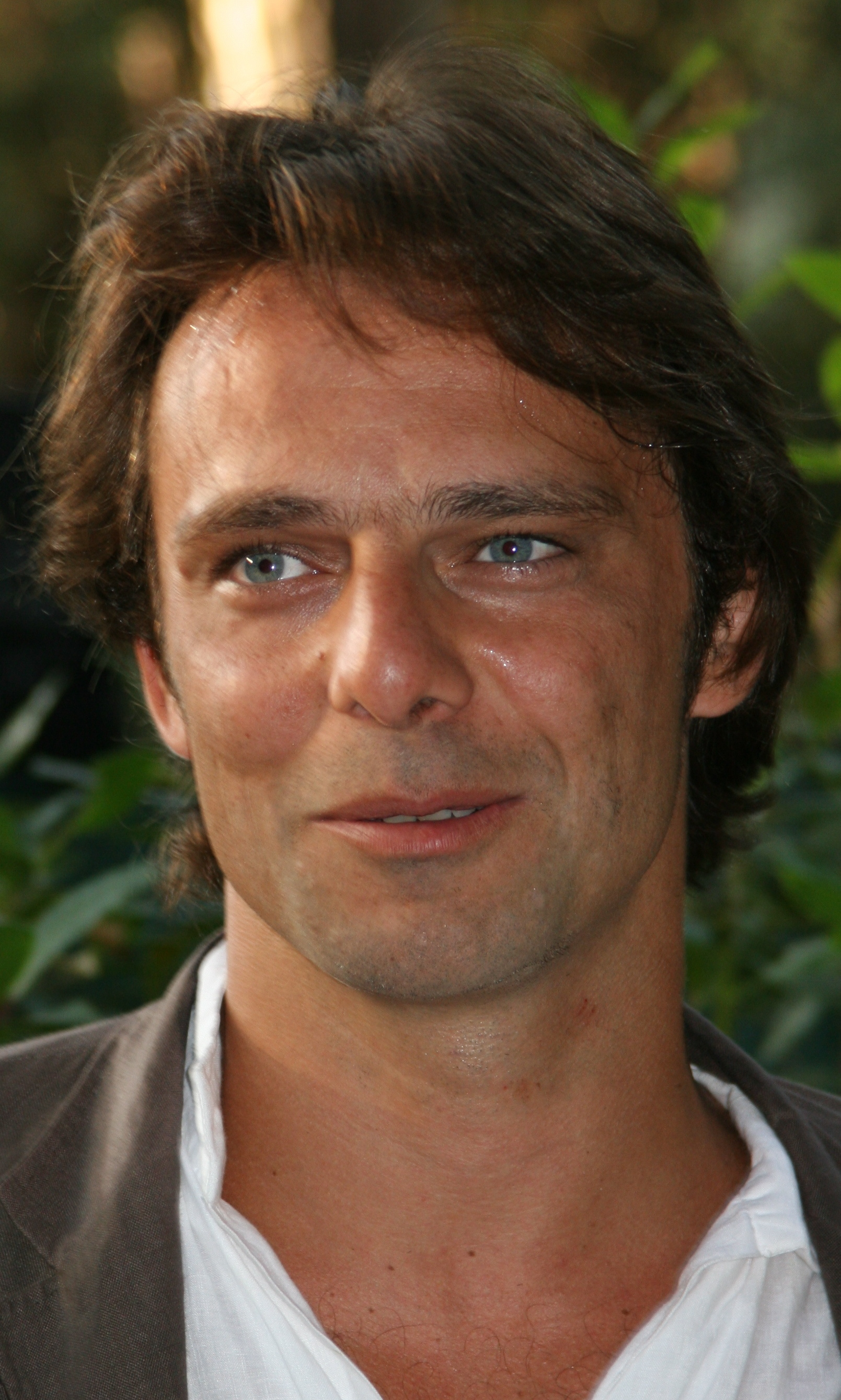
Alessandro Preziosi (* 1973)

- Preziosi, Amedeo (1816–1882), maltesischer Maler
- Preziosi, Carmine (* 1943), italienischer Radrennfahrer
- Preziosi, Filippo (* 1968), italienischer Rennsport-Teamchef
- Preziosi, Gabriele (1884–1952), italienischer Diplomat
- Preziosi, Giovanni (1881–1945), italienischer faschistischer Politiker und Antisemit
- Prezioso, Giorgio (* 1971), italienischer DJ und Musikproduzent
- Prezioso, Stéfanie (* 1969), Schweizer Politikerin (Solidarité), Historikerin und Hochschullehrerin

### Prezz
- Prezzolini, Giuseppe (1882–1982), italienischer Journalist, Schriftsteller und Verleger